# أوبرا (متصفح ويب)
أوبرا (بالإنجليزية: Opera)‏ هو متصفح ويب تطوره برمجيات أوبرا. ويستخدمه أكثر من 300 مليون مستخدم حول العالم. المتصفح متعدد المهام ويشمل (عرض مواقع الويب، وإرسال واستقبال رسائل البريد الإلكتروني، وإدارة الاتصالات، والدردشة، وتحميل الملفات عن طريق التورنت، وقراءة مغذي الويب (الخلاصة) RSS. أوبرا يدعم مجانا أجهزة الكمبيوتر الشخصية والهواتف المحمولة. ويشمل أيضا الاستعراض المبوب (تبويبات) تكبير الصفحة (يكبر النصوص والصور أيضا) حركات الفارة (تاثيرات) والمزايا الأمنية مثل تفحص المواقع الضارة وإصدار تحذير منها والحماية من اصطياد الضحايا والبرمجيات الخبيثة، والتشفير القوي عند تصفح مواقع ويب آمنة(باستعمال خوارزمية تشفير معقدة وصعبة) والقدرة على حذف بيانات التصفح بسرعة وسهولة مثل الكويكز وحذف كلمات السر لدخول المواقع.
متصفح اوبرا يدعم تعدد المنصات وأنظمة التشغيل، بما في ذلك مايكروسوفت ويندوز، ماكنتوش، لينكس، وسولاريس، فري واوبن ونيت بي دي اس. تستخدم أحدث إصداراته محرك متصفحات الوب بلينك، فيما توجد إصدارة أقدم مدعومة تستخدم بريستو. حصة أوبرا ميني من سوق متصفحات الهواتف النقالة أعلى منها من سوق الإنترنت الذي يستخدم في أجهزة الحاسوب.

## ميزات
اوبرا يتضمن الاستعراض المبوب منع الإعلانات المنبثقة وسد الحماية ضد الاحتيال واكتشاف وفحص المواقع الضارة ومدير تحميل ودعم تقنية التورنت (لاداعي لبرنامج التورنت) وشريط البحث والخلاصات feed وياتي مع بريد إلكتروني أيضا. ويتميز اوبرا بوجود ميزة الاتصال السريع وهو ما يمكنك من معرفة محتوى التبويب بدون فتحه. اوبرا يدعم تطبيقات الإنترنت الصغيرة (اضافات) وتستطيع إضافة الكثير من الاضافات.

### سهولة الاستخدام وسهولة الوصول إليها
ويستطيع ذوي الاحتياجات الخاصة مثل الذين لديهم عاهات بصرية أو حركية كما أنه متصفح متعدد الوسائط ويقدم الكثير من التفضيلات للمستخدم في الواجهة الرئيسية (يغير الألوان التصميم أي شيء يريد في الواجهة فقط شكلها كما تريد)؛ الصفحة تسمح بتكبير النصوص والصور وفلاش ادوبي والمحتويات الأخرى لمساعدة ضعيفي البصر أو لأسباب أخرى مثل صغر حجم الخط..
ويوجد التحكم بالصوت فتستطيع أن ترفعه أو تخفضه ونطق الصوت حيث إذا اردت معرفة نطق كلمة أو جمل كل ما عليك هو كبسة يميمن ونطق speak ومن الجدير بالذكر وجود مترجم وقاموس وتفقد الأخطاء أثناء الكتابة.

### الخصوصية والأمن
يوجد في اوبرا العديد من المزايا الأمنية فتستطيع مسح الكوكيز وملفات الارتباط والملفات المؤقتة والتاريخ ومحو البيانات الشخصية وكل ما حدث على المتصفح تستطيع مسحه بكبسة زر واكثرمن ذلك.
يستخدم نظام تشفير قوي عند تصفح المواقع الامنة وبروتوكلات تشفير امنة للغاية ويضيف معلومات على شريط العنوان حول الموقع وانه يراجع الموقع على أنه موجود على القوائم السوداء وتحذيرك إذا كانت من بين تلك القوائم (القوائم السوداء للمواقع ضد البرمجيات الخبيثة فقط فلا داعي للخوف) وتجري هذه الفحوص تلقائيا ويمكن للمستخدم جعلها يدوية أي بامره هو فقط في أي وقت احب ويمكنك إرسال الموقع الذي تشك فيه أو الموقع الذي تراه لايتوافق مع المتصفح أو يوجد به اخطاء ليتم إصدار إصلاحات.
وتستطيع إضافة كلمة سر للمتصفح لكي لايتمكن لاحد الدخول إليه ويمكن لاوبرا حماية كلمات السر الموجودة مع المتصفح مع كلمة السر الرئيسية للمتصفح إذا ما دخل أحدهم للمتصفح ليتصفح بشكل طبيعي لكن أنت تحفظ بعد المواقع مثل بريدك ليتم الدخول إليها بشكل الي فاذا اراد ان يفتح بريده يجد ان هناك بريدا مفتوحا امامه وهذا مجرد مثال.
ويحصر الثغرات الأمنية والبرامج الضارة لكي لا تصبح مشكلة أمنية حقيقية وخطيرة ويمكن للمستخدم إرسال تقارير الخطأ.

### مستويات الدعم
اوبرا كان من أول من دعم المعايير القياسية وحافظ عليها وأصبح لبنة أساسية في تصميم المواقع ودعم العديد من معايير الشبكة العالمية (XPath، XSL - Fõ، ECMAScript 3 (جافا سكريبت)، دوم 2، XMLHttpRequest، يونيكود) وتجتاز اختبارات اسيد Acid وهو اختبار دعم المتصفح للمعاير القياسية ويحصل على درجة 100/100 في اختبار Acid3 الاختبار، والتي تركز أساسا على دوم وجافا سكريبت والامتثال للمعايير.

## إصدارات أخرى

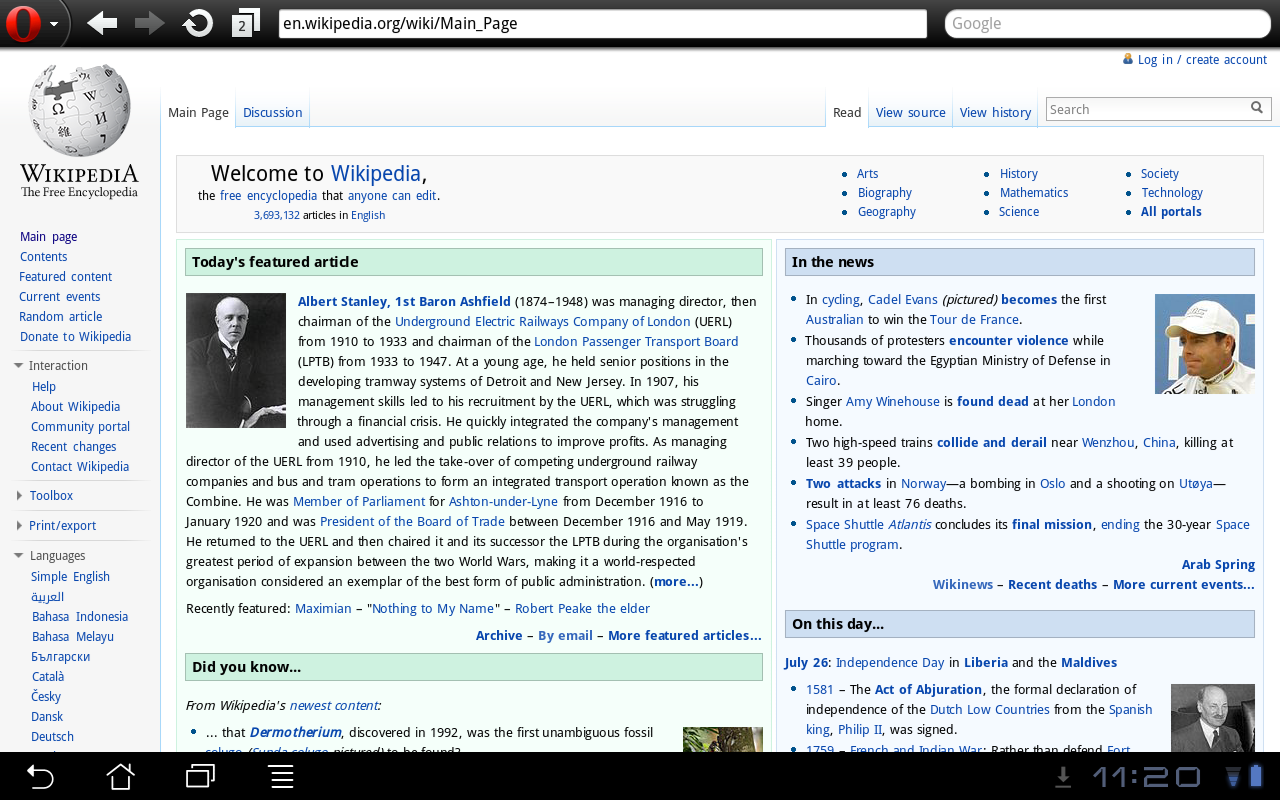
صفحة ويكيبيديا على متصفح أوبرا موبايل

الإصدار الرئيسي من متصفح اوبرا يستهدف أجهزة الكمبيوتر الشخصية لكن اوبرا اصدرت إصدارات متنوعة من الأجهزة ومنصات متعددة، واصدرت إصدارات لا أنظمة تشغيل مختلفة (ويندوز,لينكس,سولاريس.ماك وغيرها...) وإصدارات لأجهزة مختلفة (أجهزة حاسوب ,هواتف محمولة) وأجهزة النت بوك. وكان من المقرر إصدار المتصفح ليعمل على أجهزة ابل وبالتحديد (ايبود iPod) لكن لغاية اللحظة لم تتحق الفكرة لرفض ابل الفكرة بسبب خوفها من منافسة متصفحها سفاري وأسباب أخرى.

### الهواتف الذكية
أوبرا موبايل (Opera mobile) هو إصدار مصمم للهواتف الذكية والمساعدات الرقمية الشخصية ((PDAs)). الإصدار الأول من أوبرا موبايل صدر في عام 2000 ل Psion Series 7 وأجهزة النت بوك (NetBook)
وقدمت المتصفح لأجهزة الويندوز موبايل سنة 2004 واوبرا موبايل يعمل على منصات أخرى مثل S60 platform
و UIQ (تستخدم أجهزة مثل سوني ايركسون P990 ومترولا RIZR Z8 نظام التشغيل UIQ3)
من السمات الرئيسية لاوبرا موبايل صفحات ويب ديناميكية أي انها صفحات ليس ثابتة بل صفحات تتغير حسب المستخدم واستخدام تكنلوجيا تجعل الصفحة اصغر لكي تتلائم مع حجم شاشة الهاتف بأفضل عرض وكانك تتصفح من جهاز كمبيوتر ويمكن للمستخدم استخدام التكبير لالقاء نظرة واسعة وشمولية على صفحة الويب

### الهواتف المحمولة
اوبرا ميني (Opera Mini) متصفح مصمم للهواتف النقالة. المتصفح بدأ كمشروع تجريبي في عام 2005 ويتميز بالسرعة والخفة وامان عالي وسرية وهو متصفح عملي جدا.
ومن مزاياه أيضا الكلفة اقل حيث أنه يقوم بضغط الصفحة مما يقل حجمها وبالتالي يعطي سرعة هائلة في التصفح والحجم المحتسب عليك بالكيلو بايت اقل فيوفر بذلك من فاتورة الاتصال مع العلم أن هذه الميزة (ميزة ضغط الصفحة) ادخلت على متصفح اوبرا لأجهزة الحاسوب باسم اوبرا توربو opera turbo

### نينتندو دي إس
متصفح نينتندو هو نسخة من متصفح اوبرا لجهاز الألعاب وصدر في اليابان في 24 تموز / يوليو 2006 وفي أوروبا 6 تشرين الأول 2006 وفي أمريكا الشمالية في 4 حزيران / يونيو 2007.
المتصفح يستخدم نفس تكنلوجيا اوبرا موبايل ونينتندو عقد شراكة مع استارو Astaro وهي شركة ألمانية متخصصة في أمن وحماية الشبكات والإنترنت ليقدم استارو خادم يحتفظ بالوكيل من اجل منع مواقع يصنفها نينتندو على أنها مكروهة ومؤذية مثل ى المواد الإباحية، والتمييز، والقرصنة بالأمن (مثل الاختراق وسرقة البيانات والدخول غير المصرح به والتجسس ونشر برامج التجسس)، وقرصنة البرامج، والعنف، والقمار والمخدرات والكحول والتبغ، والأسلحة، والإجهاض، وغيرها من المحتويات التي يراها نينتندو مؤذية.ويمكن للمستخدمين عمل اعدادات لتلقي صفحات الويب من خلال هذا الخادم الوكيل ويمكن أن تكون محمية بكلمة سر (من قبل أحد الوالدين، على سبيل المثال) لمنع التحايل واللعب بها.

### إنترنت تشانل
متصفح (Internet Channel) الخاص بجهاز ألعاب (Wii) وهو من إصدار متصفح (Opera) - سيكون أكثر ملاءمة أثناء الاستخدام حيث يتمتع بسرعة تشغيل عالية ودرجة وضوح أعلى أثناء تكبير النصوص وتصفح أفضل من خلال جهاز التحكم (Wii Remote). كما سيتضمن بشكل مدمج خيارا لمحركي البحث (Yahoo) أو (Google) بالإضافة إلى خيار لإخفاء شريط الأدوات وكذلك وظائف تحكم لأولياء الأمور وحركات وأصوات جديدة لمؤشر الماوس علاوة على خصائص الحماية المتطورة والمزيد من المزايا الأخرى.
وسيظل تطبيق (Internet Channel) متوافر مجانا من خلال عملية التنزيل حتى نهاية شهر يونيو من العام الحالي. ثم، بعد نهاية شهر يونيو، سيتوافر متصفح (Opera) من خلال قناة التسوق (Wii Shop Channel) مقابل 500 نقطة من نقاط (Wii).
من جانبهم، سيتمكن المستخدمون الذين قاموا بتنزيل متصفح (Opera) قبل 30 يونيو 2007 من مواصلة استخدام المتصفح بدون أي تكلفة مدى الحياة من خلال جهاز (Wii).

## حصة السوق
رغم كل مميزات المتصفح وقوته إلا أن سوق المتصفح يعتبر صغير ففي يوليو 2009 اظهرت بيانات الاستخدام على المواقع بالإنجليزية ان اوبرا له حصة من السوق حوالي 2 ٪. وقد شهد المتصفح نجاحا كبيرا في أوروبا، بما في ذلك حوالي 20-25 ٪ حصة السوق في روسيا،25-30 ٪ وأوكرانيا، و[82] و 5-9 ٪ في بولندا، ولاتفيا، وليتوانيا، والجمهورية التشيكية.
في أيلول / سبتمبر من عام 2009 سجل عدد تحميل متصفح اوبرا بعشرة 10 ملايين خلال الاسبوع الأول من إطلاقه.
منذ عرضه الأول في عام 1996 لم يحقق المتصفح الكثير من النجاح على أجهزة الحاسوب الشخصية رغم أنه من أفضل المتصفحات الموجودة لكنه حقق نجاح كبير في أجهزة الهواتف المحمولة ويتم استخدامه كمتصفح في هواتف كثيرة مثل نوكيا.
ووجدت اوبرا له مكان مع نينتندو دي إس وى ونظم الألعاب نينتندو دي إس Nintendo DS وإنترنت تشانل Internet Channel ووجد له مكان في بعض برامج ادوبي مثل أدوبي سيستمز وأدوبي جو لايف.

## الجوائز
على مر السنين حصدت اوبرا وبرامجها وابتكاراتها جوائز عديدة وكثيرة وما زالت تحصد ومنها :
- Webware 100 winner, 2009
- Webware 100 winner, 2008
- PC World World Class Award, 2004 and 2005
- Web Host Magazine & Buyer's Guide Editors' Choice
- PC Magazin Testsieger (Test Winner), 2006
- PC Plus Performance Award
- PC World Best Data Product, 2003
- PC World Best i Test, 2003
- Web Attack Editor's Pick, 2003
- ZDNet Editor's Pick, 2000
- Tech Cruiser Award 4 Excellence, 1999

## وصلات خارجية
- الموقع الرسمي